# Chaimae Abdelaziz
Chaimae Abdelaziz ('Arabisch: 'شيماء عبدالعزيز), artiestennaam van Chaima Doublal (Marrakesh, 26 januari 1996), is een Marokkaanse zangeres. Ze is het meest bekend van haar deelname aan The Voice Ahla Sawt.

## Jeugd
Chaimae werd in 1996 geboren in Marrakesh. Ze begon met zingen toen ze 6 jaar oud was. Op 9-jarige leeftijd zong ze voor de eerste keer voor een publiek

## The Voice Ahla Sawt
Ze deed in 2018 auditie voor The Voice Ahla Sawt. Ze kwam door de blind audition. Alle vier coaches draaiden voor haar om. Ze koos ervoor om Mohamed Hamaki als coach te hebben.

## Performances in The Voice Ahla Sawt
- Jitak Libabak - Naima Samih
- Aal gany baad youmien - Samira said
- Fatet sana - Mayada el hennawiy
- J'en ai marre and Chedi weldak alia - Najat Aatabou and Zina daoudia
- Ya dalaly Alih - Warda Al-jazairia